# Aorto-pulmonales Fenster
Das Aorto-pulmonale Fenster oder aortopulmonale Fenster ist eine der seltensten angeborenen Fehlbildungen des Herz-Kreislaufsystems bzw. Gefäßsystems. Sie wird auch "Aorto-pulmonaler Septumdefekt" genannt. Es handelt sich um eine fehlerhafte Trennung zwischen dem Anfangsteil der großen Körperschlagader (Aorta ascendens) und dem Truncus pulmonalis (dem Stamm der A. pulmonalis oder Lungenschlagader). Anhand der genauen Lokalisation und Ausbreitung des Defektes unterscheidet man prinzipiell vier verschiedene Typen des Aorto-pulmonalen Fensters. Die Tatsache, dass die Aorta und die Arteria pulmonalis zwei verschiedene Klappen besitzen, unterscheidet diesen Herzfehler vom Truncus arteriosus communis.

## Assoziierte Fehlbildungen
Zu den häufigeren Herzfehlbildungen, die mit einem Aorto-pulmonalen Fenster auftreten können, gehören ein Unterbrochener Aortenbogen, der Ventrikelseptumdefekt, der Atriumseptumdefekt, ein weiter bestehender Ductus arteriosus, ein Fehlabgang der rechten A. pulmonalis aus der Aorta oder eine Fallot-Tetralogie. Seltener ist das Aorto-pulmonale Fenster mit einer Transposition der großen Arterien, Koronaranomalien oder einem Single Ventricle verbunden.

## Folgen
Durch die fehlerhafte Trennung der Gefäße und durch den etwa fünfmal höheren Druck im Körperkreislauf gegenüber dem Lungenkreislauf kommt es zu einer erheblichen Mehrdurchblutung der Lungengefäße. Klinisch leiden die Kinder dann an einer Dyspnoe (Kurzatmigkeit) und atmen schnell (Tachypnoe). Sie fallen durch bronchitis- oder asthmaartige Beschwerden auf und die Herzbelastung macht sich durch Schwitzen, schnelle Ermüdung und eine mangelnde Gewichtszunahme bemerkbar. Bleibt das Aorto-pulmonale Fenster zu lange bestehen, ergibt sich die Gefahr für eine Pulmonale Hypertonie (einen Lungenhochdruck).

## Diagnostik
- Echokardiografie als nicht-invasive Untersuchung der ersten Wahl
- Röntgen zeigt den vermehrten Blutfluss durch die Lunge und meistens ein vergrößertes Herz
- EKG gibt keine eindeutigen Hinweise für den Herzfehler
- Herzkatheter bei einem eindeutigen klinischen und echokardiografischen Befund könnte darauf verzichtet werden. Da der Herzfehler allerdings oft mit anderen Fehlbildungen verbunden ist, sollte die Indikation großzügig gestellt werden, insbesondere im Hinblick auf die Operation.

## Therapie
Die Operation mit Hilfe der Herz-Lungen-Maschine sollte schnell nach der Diagnosestellung durchgeführt werden. Das prinzipielle Vorgehen ist die Trennung der Gefäße und der Verschluss mittels Patch. Dafür gibt es, entsprechend der Ausprägung der Fehlbildung, mehrere Operationsvarianten, über die individuell entschieden werden muss. Insgesamt sind die operativen Ergebnisse nach einer Operation sehr gut. Liegen weitere Fehlbildungen vor, ergibt sich das Befinden aus der Zusammenfassung aller Herzfehler. 
Da der Herzfehler aber sehr selten ist, kann kein Zentrum auf große Fallzahlen zurückblicken.

## Langzeiterwartungen
Die Ergebnisse nach einer Korrektur sind in der Regel sehr gut, hängen aber natürlich davon ab, ob andere Fehlbildungen dazu kommen. Lebenslange Kontrolluntersuchungen sind erforderlich, ebenso wie die Einhaltung der Endokarditisprophylaxe.

## Erwachsene mit Aorto-pulmonalem Fenster
Erstaunlicherweise kommt ein unoperiertes Aorto-pulmonales Fenster auch bei Jugendlichen oder Erwachsenen vor. Entweder wurde der Herzfehler bei zunächst leichteren Beschwerden nicht diagnostiziert oder eine frühe Operation nicht durchgeführt. Da aufgrund der fixierten pulmonalen Hypertonie eine kurative Behandlung nicht möglich ist, muss die Möglichkeit einer Lungentransplantation diskutiert werden. Insgesamt ist dieser Patientenkreis aber die ganz große Ausnahme.